# Nuculana jacksoni
Nuculana jacksoni är en musselart som först beskrevs av Gould 1841.  Nuculana jacksoni ingår i släktet Nuculana och familjen tandmusslor. Inga underarter finns listade i Catalogue of Life.